# 小杉放庵
小杉放庵（1881年12月30日—1964年4月16日）是日本洋畫家，歌人。栃木縣人。日本藝術院會員。

## 脚注
1. ↑  . kotobank （日语）.